# 허버트 후버 고등학교 (글렌데일)
허버트 후버 고등학교(영어: Herbert Hoover High School)는 미국 캘리포니아주 로스앤젤레스군 글렌데일에 위치한 고등학교이다. 학교를 상징하는 색은 보라와 하얀색이다.
학교의 이름은 제31대 미국의 대통령 허버트 후버에서 따온 것이다. 또한, 캠퍼스 부지 면적은 18.6 에이커 (75,000 m2)이다.
허버트 후버 고등학교는 현재 약 2,097명의 학생이 있다. 이중 47%의 학생은 코카서스계 (대부분 아르메니아인)이며, 29.6%는 히스패닉계, 5%는 아시아계, 9.7%는 필리핀계, 9%는 아프리카계 미국인계, 0.2%는 기타이다.